# 出芽
出芽（しゅつが、英: Budding）とは、生物が数を増やす方法の一つで、親の体のある部分から、子の体ができて、それが次第に大きくなって独立するやり方。植物の芽が伸びる様子に似ていることからその名がある。無性生殖の一つである。

## 動物の場合
動物の出芽で有名なのは、淡水産の刺胞動物であるヒドラで、イソギンチャクを細長くして、触手を少なくしたような動物である。ヒドラでは、胴体の側面にふくらみができ、それが伸びるにつれて先端の周りに触手ができ、親より一回り小さなものになったとき、子の根元から切り離されて独立する。同じようなやり方は、ミズクラゲなどのポリプでも見られる。
出芽してもそのまま繋がっていれば、群体になる。サンゴ、コケムシ、群体ボヤなどは、出芽した個体が繋がったまま数を増やしてできあがる。サンゴの場合、分裂で増えるものと出芽で増えるものがある。群体の骨格表面を見ると、個々の個体の骨格が、まるで花のような模様で見られるが、分裂で増えるものの場合、個々の個体の大きさは二倍以内で、ときおり横長になった分裂途中のものが見つかる。出芽で増えるものの場合、時々極端に小さな個体の跡があるかわりに、特に大きいものは見当たらないので区別がつく。

## 菌類の場合
菌類の場合は単細胞の酵母が、出芽をするものの代表である。いわゆる出芽酵母の場合、細胞体の端から、小さなふくらみが生じ、それが膨らんでいって親細胞と同じくらいの大きさまで成長する。ある時点で、両者の間に細胞壁が生じるので、離せば分かれるが、くっついたままのこともある。離れずにくっついたまま成長してゆくと、細胞ごとに膨らみのある、もこもこした菌糸のような姿になるものがあり、偽菌糸とよぶ。この場合、出芽は体細胞分裂の一形態とも言える。
菌糸を形成するものであっても、出芽が見られることがある。特に胞子形成の場合、出芽の形を取るものがいろいろある。子のう菌系不完全菌のアオカビやコウジカビでは、フィアライドという分生子形成細胞から分生子を作るが、このとき、フィアライドの先から分生子が出芽している。クラドスポリウムでは、分生子柄先端から分生子が出芽し、その分生子の端から新しい分生子が出芽し、これを繰り返して、分生子柄の上に分生子の鎖が生じる。分生子一個から出芽は一つと決まっていないので、この鎖は所々で分枝する。
他に、接合菌門のキクセラ目のものでは、胞子形成枝上にフィアライドと似た構造ができて、そこから分生子様の胞子が作られるが、この胞子は単胞子の分節胞子のうと考えられており、フィアライド状のものは偽フィアライドと呼ばれる。